# 雙硫鍵
雙硫鍵在化學上是一條從結合硫醇而衍生的單共價鍵。它又稱為二硫鍵或雙硫橋，大部分用於生物化學的範疇。其正式名稱應為過硫化物，但卻甚少使用。與過氧化物（R-O-O-R）相似，它的整體連結是R-S-S-R。雙硫鍵一般都是從巯基的氧化形成：
{\displaystyle {\mbox{R-SH}}+{\mbox{R-SH}}\rightarrow {\mbox{R-S-S-R}}+{\mbox{2H}}^{\mbox{+}}+{\mbox{2e}}^{\mbox{-}}}

三個硫原子按序列連結有時被稱為三硫鍵，但其實只是兩個雙硫鍵。雙硫鍵在橡膠的硫化有著重要的地位。

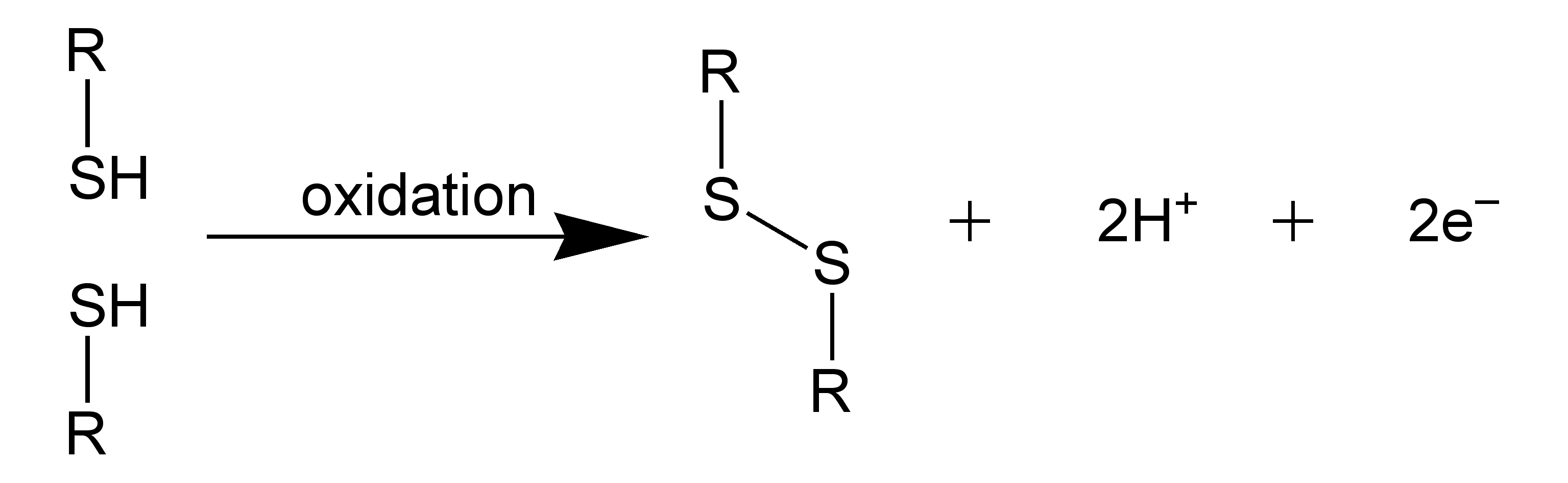
雙硫鍵

## 蛋白質
雙硫鍵在一些蛋白質的摺疊及穩定性佔有重要的地位，而這些蛋白質多是分泌在細胞外的環境。由於大部份細胞的區間都是還原環境，這令在细胞质基质中的雙硫鍵十分不穩定（但亦有例外）。

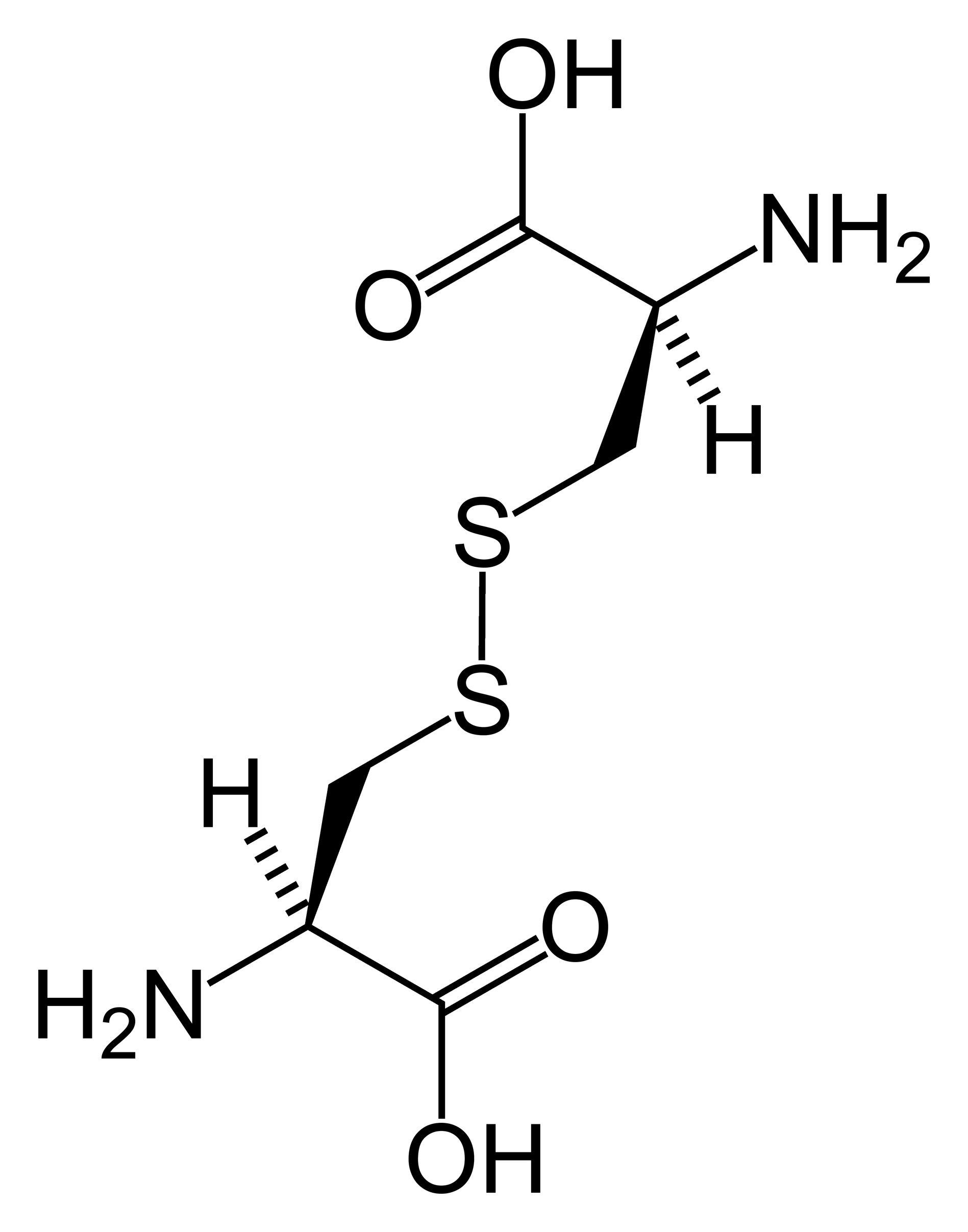
胱氨酸是由兩個半胱氨酸以雙硫鍵連合而組成。

雙硫鍵.

蛋白質的雙硫鍵是在半胱氨酸殘基的硫醇之間形成。其他含有硫的胺基酸——蛋氨酸就不能形成雙硫鍵。一條雙硫鍵一般是將半胱氨酸的簡寫用連結符號來表示，例如「Cys26-Cys84雙硫鍵」，或簡化為「26-84雙硫鍵」，或更簡單的「C26-C84」，當中已暗示了雙硫鍵而不須明言。蛋白質雙硫鍵的原型是雙胺基酸肽的胱氨酸，它是以雙硫鍵將兩個半胱氨酸結合組成。雙硫鍵結構是以它在{\displaystyle C^{\beta }-S^{\gamma }-S^{\gamma }-C^{\beta }}原子之間的{\displaystyle \chi _{ss}}兩面角來描述，而一般都是接近±90°。
雙硫鍵從以下方式穩定摺疊後的蛋白質：
1. 它將蛋白質的兩部份緊握，使蛋白質形成摺疊的形狀。另一種說法則是它降低非摺疊形狀的蛋白質的熵，使其不穩定。
2. 它會成為摺疊後蛋白質的疏水核心，亦即局部的疏水殘基會凝聚在雙硫鍵的周邊，透過疏水性的相互作用而緊扣在一起。
3. 與1及2有關的，它會與蛋白質鏈的兩段連結，增加蛋白質殘基的局部有效濃度，並降低水分子的局部有效濃度。因為水分子會攻擊氨基之間的氫鍵及打破二級結構，雙硫鍵就可以穩定在附近的二級結構。例如，有研究顯示肽的不同部份在分隔後沒有結構，但在建立雙硫鍵後就有著穩定的二級結構及三級結構。

蛋白質的雙硫鍵是由硫醇雙硫交換反應來形成。disulfide species是指半胱氨酸在雙硫連接蛋白質中的特定配對，一般會以括號來表示，例如「(26-84, 58-110)disulfide species」。disulfide ensemble則是一組有著相同編號雙硫鍵的disulfide species．並以1S ensemble、2S ensemble等來分別表示有一條、兩條等雙硫鍵的disulfide ensemble。因此，(26-84) disulfide species屬於1S ensemble，而(26-84, 58-110) species則屬於2S ensemble。而沒有雙硫鍵的species就會以R來表示，代表完全還原的意思。在一般的情況下，雙硫鍵的重新現置是比形成新雙硫鍵或是它們的還原來得要快。所以，在ensemble中的disulfide species比在 ensemble之間更快獲得平衡。
蛋白質的原始形式一般是一個單一的disulfide species，而有些蛋白質在功能上會轉變雙硫鍵的狀態，例如硫氧還蛋白。在多於兩個半胱氨酸的蛋白質中，可以生成非原始的雙硫鍵，而這些蛋白質差不多都是沒有摺疊的。當半胱氨酸的數量增加時，非原始的蛋白質會以幾何級數增加。從n個半胱氨酸生成p條雙硫鍵的方法的數量可以由以下方程式獲得：
{\displaystyle {\frac {n!}{p!\ (n-2p)!\ 2^{p}}}}
例如8個半胱氨酸的蛋白質（如核糖核酸酶A）有著105種不同的four-disulfide species，只有一個是原始的disulfide species。異構酶可以催化disulfide species之間的轉變，加速形成原始的disulfide species。
有著原始雙硫鍵的Disulfide species是以des及方括號來表示。例如des[40-95] disulfide species就有著除了40及95的半胱氨酸外的所有雙硫鍵。缺乏一條原始雙硫鍵的Disulfide species多是摺疊的，尤其是當它暴露於在已摺疊及原始的蛋白質中的溶劑。

## 原核生物
雙硫鍵在細菌中負責重要的保護作用，當細菌暴露於氧化反應時，雙硫鍵可以作為可逆的開關，將蛋白質開啟或關閉。若沒有雙硫鍵的保護作用，低濃度的過氧化氫就能嚴重地破壞細菌的DNA及殺死細菌。

## 真核生物
在真核生物細胞中，雙硫鍵一般是在粗面內質網內生成，而非原生質。這是因內質網的氧化環境及原生質的還原環境（參考穀胱甘肽）。所以雙硫鍵多會在分泌的蛋白質、溶酶蛋白質及膜蛋白質的外漿區域中找到。
但是亦有例外的情況。在原生質的蛋白質附近出現的半胱氨酸殘基會成為氧化感應器，當細胞的還原潛能轉弱時，它們氧化及觸發細胞反應。牛痘病毒亦會產生有著多個雙硫鍵的原生質蛋白質及肽，雖然原因不明，它們有著保護的效力抵抗細胞間的蛋白質加水分解。
雙硫鍵亦會在多種哺乳動物的精子染色質內的精蛋白之間產生。

## 毛髮
毛髮是一種生物聚合體，乾重量超過90%是由角質素的蛋白質造成。在正常情況下，人類毛髮約有10%的水份，相當影響毛髮的機械特性。毛髮蛋白質是由雙硫鍵經半胱氨酸連在一起。這個連結非常堅韌，在古埃及墓穴內就曾發現接近完整的毛髮。毛髮的不同部位亦有不同的半胱氨酸水平，造成較硬或較軟的髮質。建立或破壞雙硫鍵可以用來控制波浪或捲曲的髮型。燙髮的基礎原理就是破壞及重造雙硫鍵。
二硫键属共价键，某些蛋白质肽链中含有一些半胱氨酸残基, 这种氨基酸残基可形成二硫键, 二硫键可在同一条肽链内或不同肽链之间形成，这种共价键比上述非共价键的强度大,是头发强度的决定因素，其存在的数量对头发的物理化学性能影响很大。烫发过程其实就是二硫键的破坏与重建。

## 有機化學
京克二硫化物分裂是一個有機反應，將一個二硫化物轉變為硫鹵化物（R-S-X），當中X是溴（Br）或氯（Cl）。例如將二硫化鄰硝基苯（di-o-nitrophenyl disulfide）轉為氯化鄰硝基苯基硫（o-nitrophenylsulphur chloride），及其他相關反應等。

## 外部連結
- 二硫醚的合成 （页面存档备份，存于）（英文）
- 双硫键与染发（英文）